# Los Sims: magia potagia
Los Sims:Magia Potagia es la séptima y última expansión que salió para PC de Los Sims.
En Los Sims Magia Potagia se puede visitar Ciudad Mágica, ir a vivir allí y hacer conjuros, hechizos o, simplemente, recetas de cocina.

## Novedades

### Ciudad Mágica
Ciudad Mágica es el nuevo barrio que se incluye con esta expansión. Se divide en dos zonas:
- El Bosque de la Calamidad: Es la zona comunitaria, donde podremos comprar ingredientes, ganar magimonedas haciendo espectáculos, montar en atracciones, etc.
- Cavidad Espeluznante: Es la zona residencial. Aquí están Robles de Siempre Jamás, El viejo Lum y B&B de Alfred. Estas tres casas tienen una peculiaridad, y es que tendremos que pagarlas con magimonedas, junto con los §. Las tres tienen un aspecto descuidado y espeluznante, pero si conseguimos comprarlas, podremos decorarlas a nuestro gusto.

### Personajes
- Señor Misterio:

Es un señor que visita tu casa cuando te mudas allí. Trae un paquete con el logo de Ciudad Mágica y que contiene varios objetos mágicos, como un fabricador de varitas mágicas, un libro de conjuros, varias magimonedas y elementos para hacer tu primer conjuro.
- Esqueleto:

Es una mayordomo ya muerta llamada Bonehilda, que nos puede hacer las cosas de la casa por un precio accesible. Si antes habías contratado a una asistenta (Brigita La Doncella), ésta se molestará y renunciará al verse reemplazada por un esqueleto.
- Dependientes y encargados de Ciudad Mágica:

Ciudad Mágica tiene un ambiente gitano, sus dependientes lo son y el conserje que limpia, también. Hay un encantador de serpientes con el que puedes ganar magimonedas o hacer trueques.
- Personajes Mágicos:

Los vendedores de ingredientes mágicos, como Todd el farmacéutico, el hada Mara o Vicky la vampira.
- Nuevos habitantes de Ciudad Mágica:

Los Extraño, son una familia que vive allí, que se dedica exclusivamente al mundo de la magia y conjuros.

### Construcción y amueblado
En total contiene más de 175 nuevos artículos, entre los que se encuentran la fábrica de hechizos, el horno de panadero, el armario del esqueleto (mayordomo), o el laboratorio espeluznante.
En el apartado de ropas, se añaden nuevos vestidos y caras.

### Opciones
- Un hombre misterioso te deja una Caja Mágica con lo necesario para hacer tu primer conjuro.
- Para ir a Ciudad Mágica, podemos tomar un globo aeroestático o bien ir por el agujero que se nos incluye en la Caja Mágica.
- Podemos hacer conjuros y fabricar talismanes, los cuales no siempre darán resultados satisfactorios.
- Podemos hacer recetas, tales como bizcochos y panes.
- Podemos criar un dragón y muchas cosas más.

### Magimonedas
Dependiendo de la habilidad que tenga un mago, puede ganar más magimonedas o menos. Las magimonedas se pueden conseguir en el laboratorio espeluznante, haciendo trucos de magia en la Mesa de Trucos, dando un espectáculo en el circo, o combatiendo contra otro mago. Las magimonedas se pueden canjear en elementos mágicos o en casas en Ciudad Mágica.

### Conjuros y talismanes
Para hacer un conjuro, se necesita una varita mágica. Para hacer un talismán, la fábrica de hechizos. Para conseguir los ingredientes, podemos canjear las magimonedas en los puestos o bien, haciendo trueques o apuestas. Hay dos conjuros que tienen que ver con otras expansiones. El primero, con Animales a Raudales (Puedes convertir a tu mascota en un Sim) y el segundo, con Superstar (Puedes hacerte muy famoso). Los conjuros también pueden ser creados por niños, que necesitan diferentes ingredientes que los Sims adultos.
Además, mientras prácticas con magia en tu residencia aparecerán cristales en tu patio, los cuales te otorgan diferentes habilidades.
- Datos: Q2017466